# Kayla Wells
Kayla Wells   (Dallas, 13 de juliol de 1999) és una jugadora de bàsquet nord-americana que juga a la posició d'aler. Des de l'estiu de 2024 és jugadora del Club Joventut Badalona de la Lliga Femenina.

## Trajectòria
Va jugar a l'NCAA amb l'equip de la Universitat de Texas A&M des de l'any 2017 fins al 2022, i va ser inclosa al primer equip del torneig Paradise Jam l'any 2022.
Arriba a Europa aquell estiu i fitxa pel Dafni Agiou Dimitriou de la lliga grega, on juga fins al març, quan fitxa per l'Antalya 07 de la lliga turca. L'estiu de 2023 fitxa pel SKK Polonia Warsaw. L'equip va guanyar aquell any l'European Women's Basketball League i Wells va ser inclosa a la primera plantilla de la lliga polonesa. En el mes de juliol de 2024 és anunciada com una de les noves incorporacions del Club Joventut Badalona al nou projecte de lliga Femenina.

### Selecció
Va ser membre de l'equip 3x3 dels Estats Units que va disputar la FIBA 3x3 Nations League Americas sub23 el 2022, que es va celebrar a Santo Domingo, República Dominicana. Aquell any va guanyar el Red Bull USA Basketball 3x3. També va representar el seu país l'any següent al FIBA 3x3 Women's Series sub24.